# 손천민
손천민(孫天民, 1857년 ~ 1900년 8월 29일)은 충청도 청주 출신의 동학 지도자로, 도호는 송암(松菴)이다.

## 생애
1857년 충청도 청주에서 청주 관아의 아전집에서 태어났다. (현 청주시 상당구 남일면 신송리 202번지) 아버지를 이어 청주 관아의 이방을 지냈다.
1882년 동학에 입도한 것으로 알려져 있으며, 동학에는 적서의 차별이 없다고 하여 숙부 손병희를 동학에 입교시켰다. 동학의 각종 문서 작성을 담당하였다. 특히 해월의 곁을 보좌하며 해월이 제자들에게 전한 가르침을 글로 정리해 법설로 남기는데 큰 역할을 했다.  1883년 손병희 등과 함께 동학 2대 교주인 해월 최시형을 찾아가 수도와 문답을 하며 동학을 포교하였다. 이때 손천민이 동학에 입교시킨 자가 1만명 이상일 정도로 동학 교단의 주도적인 인물로 성장했다. 
1892년 삼례 교조신원 집회에 가던 최시형이 낙상하자, 손천민의 집에 의송소를 설치했다. 해월 최시형은 도차주 강시원을 중심으로 서인주, 서병학, 김연국, 손병희등과 협의해 일을 추진하였다. 그곳에서 충청도 관찰사 조병식과 전라도 관찰사 이경직 등에게 보낸 의송문 작성을 담당하였다. 이 의송단자(소원문)을 통해  동학교도 탄압 중지를 요구했으나 미온적인 반응만을 얻었다. 다만 동학도가 관에 보낸 첫 문서인 의송단자로 인해 정부는 동학이 무지몽매한 무리가 아니라 학식을 갖추고 역사인식을 가진 조직으로 새롭게 인식하는 계기가 되었다.
1893년 서울 광화문 복합상소 교조신원운동시 상소문을 지었으며, 서병학이 무력을 사용하여 조정에 대응하자는 강경론을 무마시켰다. 이후 이어진 보은 취회에서는 청의대접주로 참가하였다.
1894년 9월 동학 제2차 봉기시 최시형의 지시에 따라 청안 근방의 포를 기포하여 청주 북면에 1만여명이 회합시켰다. 이들은 관군과 교전하였으나 대패하고 장내로 물러났다.  손천민은 괴산으로 가서 충주를 중심으로 활동한 충의포에 합류하였다. 이후 영동, 용산, 보은 북실 등지에서 벌어진 교전에서 패하였으며, 동학군을 해산하고 손병희 등과 함께 최시형을 모시고 강원도 일대로 피신하였다.
1896년 최시형은 손천민, 손병희, 김연국에게 각각 송암, 의암, 구암이라는 도호를 내리며 세사람이 합심하여 동학을 이끌어가기를 희망하였다. 이때부터 동학/천도교의 도호에 '○菴'의 형식이 널리 사용되기 시작하였다. 그러나 해월은 1897년 12월 24일 세사람 가운데 주장이 있어야 한다면서 손병희에게 도통을 물려주었다.
1898년 4월 5일 최시형이 원주 송골에서 체포되어 6월 2일 순도하자 손천민과 김연국은 해월을 따라 죽어야 한다는 순사를 주장하였다. 그러나 손병희는 살아남아 스승의 뜻을 이어가야 한다고 주장했다. 손병희 체제가 들어선 이후 손천민은 성도주, 김연국은 신도주, 박인호는 경도주로 임명해 교단의 장로로 삼았다. 이는 동학 수행의 기본인 성경신에서 유래한 것이다. 손천민은 서우순과 함께 청주 산외면 서장옥의 집에서 포덕에 열중했다.
1900년 8월 13일 충주 병정들에 의해 서장옥과 함께 체포되어 서울로 압송되었다. 체포 당시 병정들이 온다는 전달을 받았음에도 순장을 주장했던 손천민은 도피하지 않고 체포되었다. 서울로 이감된 손천민은 8월 24일 수반검사 윤성보에 의해 심사를 받고 사형을 선고 받았다. 5일 후 8월 29일 오후 1시 경성감옥서에서 교수형에 처해졌으며, 그의 시신은 청주 선향에 안장되었다.
아들 손재근은 천도교에서 분립 천도명리교를 세웠으나, 3년후인 1930년 해산하였다. 이후 손재근은 시천교에서 활동하였으며, 시천교에서는 손천민을 성사로 높여 불렀다.